# Władysław Stecyk
Władysław Stecyk (ur. 14 lipca 1951 w Radowie Małym) – polski zapaśnik. Srebrny medalista olimpijski z Moskwy. 
Walczył w stylu wolnym, najczęściej w kategorii muszej (do 52 kilogramów), choć zdarzało mu się startować także w koguciej. Był czołowym zapaśnikiem świata przełomu lat 70. i 80. Brał udział w trzech olimpiadach (IO 76, IO 80, IO 88). W 1977 zdobył srebro na mistrzostwach świata, 6 razy stawał na najniższym podium mistrzostw Europy (1974, 1975, 1977, 1978, 1980, 1983). Dziesięć razy był mistrzem Polski. W latach 1969–1988 był zawodnikiem Grunwaldu Poznań.